# Шомберг, Фридрих фон
Фредерик-Арман де Шомберг (Шомбург) (фр. Frédéric-Armand de Schomberg) имя при рождении Фридрих Герман фон Шёнберг (нем. Friedrich Hermann Graf von Schönberg; 16 декабря 1615, Гейдельберг — 11 июля 1690, на реке Бойн) — маршал Франции, генерал португальской, нидерландской, бранденбургской и английской службы.

## Биография
Родился 16 декабря 1615 года. Происходил из рейнской (протестантской) ветви рода Шомбергов. Его отец, граф Иоган-Мейнхард фон Шомберг был курпфальцским обер-маршалом, его мать, Анна, была дочерью английского лорда Эдуарда Дадли. Лишившись вскоре после рождения обоих родителей, был взят на воспитание бабушкой, которая послала его для воспитания в Седанское училище в Париже. Потом он путешествовал по Англии, поступил в Лейденский университет, где занялся математическими науками и на 17-м году жизни записался волонтером в войска принца Фридриха Генриха Оранского.

### Участие в Тридцатилетней войне
Участвовал в Тридцатилетней войне: в 1634 году поступил на службу в войска Бернхарда Веймарского, с которыми участвовал в сражении при Нердлингене. В 1635 году Шомберг навербовал за свой счет роту для полка маршала графа Ранцау, повел её в Кале и отличился в нескольких стычках. На следующий год он стал набирать войска в Вестфалии для освобождения Эренбрейтштейна, осажденного генералом Вертом, но часть его дружины попала в плен, а крепость сдалась после 15-имесячной осады.
Вскоре после этого Шомберг женился, вышел в отставку и стал заниматься управлением своих имений.

### На службе в Нидерландах
В 1639 года он снова вернулся на военную службу, поступив поручиком в армию принца Оранского. Уже вскоре его произвели в ротмистры. Его имя упоминалось при осадах Геннапа (1641 год), Сан де Гана (1644 год) и Гульета (1645 год). После заключения мира Шомберг определился первым камергером к принцу Вильгельму II Оранскому, прослужив некоторое время при его дворе в Голландии до кончины последнего в 1650 году.

### Участие во франко-испанской войне
В 1651 году вернулся во Францию, поступив на службу в звании генерал-майора и получив должность командующего шотландскими жандармами. Война с Испанией, в которой Конде и Тюренн противостояли друг другу, привела Шомберга снова в Нидерланды, где взятие Ретеля, Сент-Менепа, удачная выручка Арраса и покорение Кеноа в 1654 году принесли ему звание генерал-лейтенанта. В том же году он отправился в Германию, набрал полк и успел с ним поучаствовать в 1655 году во взятии Ландреси, Конде и Сент-Жульена. Людовик XIV назначил Шомберга губернатором Сент-Жульена, весьма посредственно укрепленного. В начале 1657 года испанцы неожиданно напали на него и вынудили Шомберга капитулировать при условии свободного выхода с оружием и обозом в Гиз. Вслед за этим он был назначен губернатором Бурбурга.
В решительном сражении в Дюнах Шомберг командовал левым флангом 2-й линии и отличился мужеством и осмотрительностью. Тюренн считал его одним из лучших своих генералов и часто давал ему особые поручения.

### Португальские походы
Подписанный в 1659 году Пиренейский мир, закончивший войну, открыл Шомбергу новое поприще действий. В это время он переменил свою фамилию из Шёнберг в Шомбург и наследовал графский титул. Испания двинула свои силы в отсоединившуюся от неё Португалию. Испытывая недостаток в опытных офицерах, португальское правительство предложило Шомбергу должность военного губернатора провинции Алентежу. 13 ноября 1660 года Шомберг высадился в Лиссабоне с 400—500 человек опытных офицеров и старых солдат. Несмотря на жалкое состояние португальского войска, происки и интриги вельмож, Шомберг довел до конца своё тяжелое дело.
В первую очередь он должен был навести порядок в подчиненных войсках, в чём он преуспел, по причине позднего начала кампании. Командующий испанской армией Дон Хуан Австрийский начал военные действия только в июне, выступив с 10 000 пехоты и 5000 кавалерии из Бадахоса в Алентежу. Португальцы смогли выставить против него только 13 000 человек, но благодаря искусным распоряжениям Шомберга испанцам в 1660—1662 годах удалось только взять небольшие крепости Арахусс близ Эльваса и Ферумей на Гвадиане. Последнее Шомберг не мог спасти из-за разногласий с португальскими генералами, которые своими кознями навели на мысль подать в отставку и только по совету Людовика XIV он остался на службе, приняв также под командование несколько тысяч вспомогательных французских и английских войск.
В 1663 году, казалось, счастье было на стороне испанских войск. Дон Хуан взял значительную крепость Эвора, прежде чем португальцы смогли выступить на помощь со своей укрепленной позиции у Эштремоша. Но когда испанцы двинулись из Эворы в Аранчес за подкреплениями, Шомберг встретил их 8 июня при Эштремоше и разбил, захватив в плен 5000 человек. После этого португальский король Афонсу VI, отозвав из армии графа Вильафлора, назначил маркиза Мариальву генералиссимусом, а графа Шомберга пожаловал португальским грандом, под именем графа Мертола.
Кампания 1664 года замечательна только захватом португальцами Валенсии-де-Алькантары.
Самым блестящим делом всей войны была победа Шомберга при Вилла Висозе 17 июня 1665 года. Новый командующий испанскими войсками, Луис де Бенавидес Каррильо, взял после продолжительной осады город Вила-Висоза, но здесь Шомберг напал на испанцев с 12 000 — 13 000 пехоты и 5000 кавалерии и одержал решительную победу. Испанцы перешли обратно Гвадиану и позже ограничивали свои действия бесполезными маршами и незначительными стычками.
В январе 1666 года Шомберг предпринял экспедицию в Андалусию, захватив укрепленные города Алгуэрра-де-ла-Пуэбло, Паямого и Сент Лукар, а вначале июня уже был снова в Эштремоше. Возникшие в Мадриде и Лиссабоне интриги, следствием которых было низведение с престола Афонсу VI и восшествие Дона Педру, замедлили боевые действия со стороны обоих противоборствующих государств. Шомберг довольствовался проведением в 1667 году незначительных экспедиций в Испанию, а все остальное время проводил в подопечной провинции. Мир 13 февраля 1668 года закончил войну, дав Португалии независимость и королевскую власть дому Браганскому, чем они в значительной степени были обязаны Шомбергу.

### Участие в Голландской войне
После этого Шомберг вернулся во Францию, где купил недалеко от Парижа имение Кубер и пользовался особым расположением Людовика XIV.
В 1672 году началась война в Нидерландах. Сначала Шомберг не принимал в ней участие, но когда Карл II пригласил его в Англию, он поступил в 1673 году на службу в звании капитан-генерала сухопутных войск в армию Руперта Пфальцского. В июле он вместе с 6000 пехоты и отрядом кавалерии отправился в море на предполагаемую высадку в Голландии, но последняя было отложена из-за неудачного для англичан сражения при Текселе. Шомберг предложил несколько проектов по улучшению английской армии, но, видя отсутствие к ним полного интереса, Шомберг уже в конце 1673 года возвратился во Францию.
С ноября 1673 по февраль 1674 года он командовал армией, собранной между реками Самбра и Маас, после чего Людовик XIV возвел его в герцогское достоинство и назначил командовать войсками в Руссильоне, предназначенными для действий против Испании. Они состояли из 10 — 12 000 милиции и 10 000 вновь созданных линейных войск. Испанские войска под командованием графа Сен-Жармена не превышали 10 — 14 000 человек, но состояли из опытных ветеранов. Поэтому Шомберг, несмотря на численное превосходство, не мог надеяться на успех.
Испанцы взяли форт Белльгард и в июне 1674 года в этом районе имели преимущества над французами. Но когда же часть этих войск была переброшена на Сицилию, Шомберг вторгся в Каталонию (1675 год) и возвратил Белльгард, что было главным событием этой войны. За эту победу он был возведен во французские маршалы. После занятия войсками зимних квартир в Сердани он отправился в Париж.
Между тем продолжалась активная война на Рейне, Маасе и Самбре. Во время походов 1676—1679 годов Шомберг действовал сначала в Нидерландах, потом на Нижнем Рейне. Людовик XIV, приняв в 1676 году командование над армией во Фландрии, принял к себе в помощники Шомберга и ещё 4-х маршалов. 26 апреля в руки французов попал Конде. 11 мая войска противников стояли друг перед другом при Валансьене, но ни Вильгельм III Оранский, ни Людовик XIV не решились на битву. Последний 4 июня передал командование над войсками Шомбергу, а Вильгельм III приступил к осаде Маастрихта. Шомберг успел на выручку этой важной крепости, а потом, искусно обманув Вильгельма Оранского при переходе у Cinq-Etoiles через Меген, повел свою армию в Камбреси на зимние квартиры.
Кампания 1677 года снова была начата самим Людовиком XIV с 50 000 армией. 17 марта покорился Валансьенн, а в апреле — Камбре. Шомберг участвовал при взятии обоих городов, а 22 мая он был послан в Седан и принял командование над созданным там обсервационным корпусом.
В марте 1678 года Шомберг участвовал во взятии Гента и Иперна, а после командовал отдельными отрядами в Юлихе и Клеве против курфюрста Бранденбургского, но мир в Сен-Жермене не допустил до начала враждебных действий.
После этого Шомберг несколько лет отдыхал от военных действий, проживая то при дворе, то в своем имении. Но в 1684 году Людовик снова поставил Шомберга во главе 40 000 армии, прикрывающей осаду Люксембурга, который сдался 4 июня. В августе король с 30 000 армией приказал ему выступить из Эльзаса в Германию с целью принудить её к перемирию. Цель эта была достигнута и 15 августа был заключен мир сроком на 20 лет.

### Эмиграция из Франции, служба в Бранденбурге
Шомберг стоял на вершине своей карьеры и пользовался доверием монарха, но после отмены Нантского эдикта 22 октября пребывание во Франции стало для Шомберга очень тяжёлым, несмотря на второй брак с француженкой. Не желая изменить протестантскому исповеданию, он уехал в Португалию и прибыл в апреле 1686 года в Лиссабон. Здесь он был принят народом с восторгом, но по причине того, что в Португалии католический фанатизм был не менее силён, то в высших кругах он встречал множество неприятностей, в связи с чем в феврале 1687 года он выехал в Гаагу.
Там он познакомился с Великим курфюрстом, который пригласил его на бранденбургскую службу, где был принят действительным и статским, и военным советником, наместником герцогства Прусского и назначен генерал-аншефом (17 апреля 1687 года) всех курфюршеских войск.

### На службе в Англии
Но уже в следующем году, после смерти курфюрста, уступая просьбам Вильгельма Оранского, перешёл к нему, чтобы содействовать в захвате английского престола. 5 ноября 1688 года вместе с ним высадился на английском берегу и мирно вступил в Лондон, король Яков II бежал во Францию, не оказав сопротивления. За это содействие Вильгельму он был сделан генералиссимусом английских войск и пожалован титулом герцога.
В то же время Яков II при помощи Франции высадился в Ирландии, где народ восстал для его защиты. Шомберг в августе 1689 года отправился в Ирландию с войском, сначала не превышавшим 6000 человек. Армия Якова II насчитывала 40 000 человек, но состояла по большей части из ополчения. Шомберг завоевал Карринфергус, защищаемый гарнизоном в 1200 человек. Бельфос сдался без сопротивления. 7 сентября он стал лагерем у Дундаса. Войско его страдало от голода и болезней, но и тогда ирландцы не смогли атаковать его и обе армии встали на зимние квартиры.
В следующем, 1690 году в Ирландию прибыл сам Вильгельм III со значительным войском. Его армия выросла до 40 000 человек. Ирландцы, отделив гарнизоны по укрепленным местам, все более ослабевали и с оставшейся армией в 27 000 человек заняли выгодную позицию на реке Бойн. 10 июля король Вильгельм III вознамерился овладеть переправой через Бойн. Центром армии командовал Шомберг. В начавшейся битве Шомберг переправился во главе авангарда, но был атакован кавалерией и пал под сабельным ударом в рукопашной схватке.
Шомберг был погребен в соборе Святого Патрика в Дублине.

## Семья
Из 6 сыновей Шомберга, его пережили трое: Фридрих, Карл и Мейнхард.
Первый, после походов в Португалию, в которых он участвовал, жил большей частью в Гейзенгейме и умер в 1700 году.
Мейнхард, как и его старший брат Фридрих, был в португальских экспедициях, потом служил во Франции в чине генерал-майора. После изгнания отца он участвовал в Венгерском походе 1686 года, и был в должности бранденбургского генерала от кавалерии. Вместе с отцом отправился в Англии и много способствовал успеху в битве при Бойне. Вильгельм III сделал его пэром и герцогом ирландским под именем Лейстер. В 1704 году он сопровождал с 9000 человек в Португалию эрцгерцога Карла, признанного испанским королём. Умер он в 1719 году в Хиллингдоне в Англии на 78 году жизни.
Третий сын, Карл, также вместе с отцом перешёл в бранденбургскую службу генерал-майором и был губернатором Магдебурга. Когда его отец сражался в Ирландии, он воевал на Рейне и после смерти отца повел английский корпус на помощь герцогу Виктору Амадею Савойскому. 4 октября 1693 года он был смертельно ранен в битве при Марсалии и вскоре потом умер в Турине на 48 году жизни.